# Garipçe

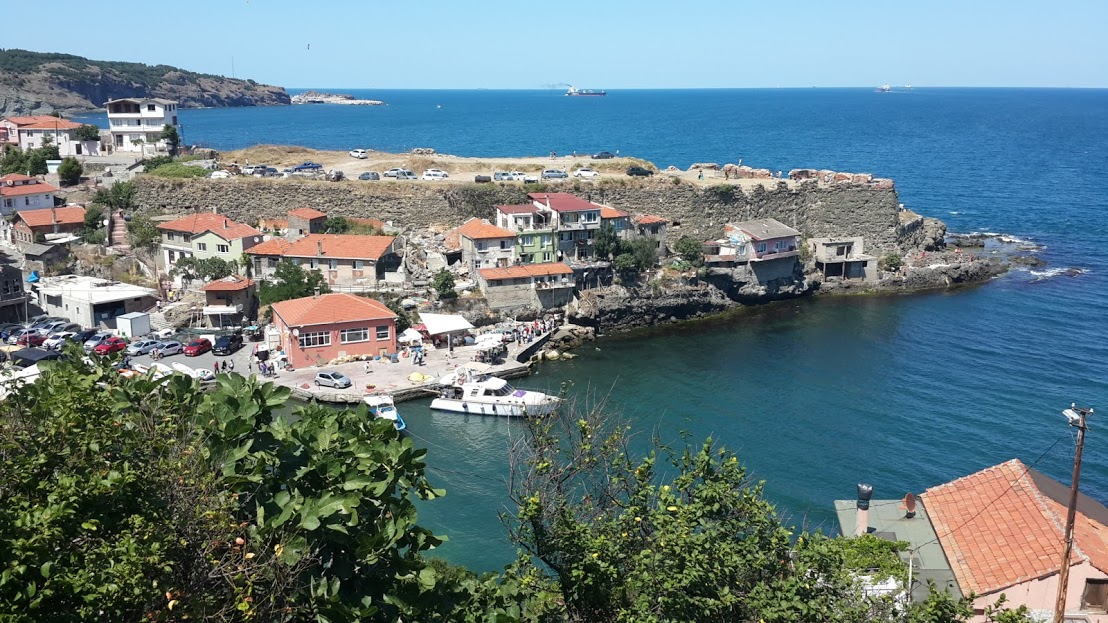
Garipçe (2015)

Garipçe ist ein Dorf im Landkreis Sarıyer der türkischen Provinz İstanbul. Garipçe hatte laut der letzten Volkszählung 340 Einwohner (Stand: Dezember 2010). Garipçe liegt am Ausgang des Bosporus ins Schwarze Meer, auf der europäischen Seite der Meerenge.
Laut der türkischen Regierung soll hier der linksseitige Pfeiler der dritten Bosporusbrücke, der Yavuz-Sultan-Selim-Brücke, stehen. Der rechtsseitige Pfeiler soll im Dorf Poyraz auf der asiatischen Seite stehen. Die Brücke wurde am 6. März 2016 fertiggestellt.